# Gumaga griseola
Gumaga griseola is een schietmot uit de familie Sericostomatidae. De soort komt voor in het Nearctisch gebied.